# Turbo Prolog
Turbo Prolog – zintegrowane środowisko programistyczne firmy Borland umożliwiające programowanie w języku Prolog.
Turbo Prolog zawiera pełnoekranowy edytor z prostym debuggerem, kompilator i wewnętrzny konsolidator (linker). Turbo Prolog, poza interpretacją, umożliwia kompilację stworzonego programu.
Obecnie nie jest już rozwijany.

## Program rozwiązującyWieże Hanoi
```
class
 
hanoi
 

   
predicates
 

       
hanoi
 
:
 
(
unsigned
 
N
).
 

end
 
class
 
hanoi
 

 

implement
 
hanoi
 

   
domains
 

       
pole
 
=
 
string
.
 

 

   
clauses
 

       
hanoi
(
N
)
 
:-
 
move
(
N
,
 
"
left
"
,
 
"
centre
"
,
 
"
right
"
).
 

 

   
class
 
predicates
 

       
move
 
:
 
(
unsigned
 
N
,
 
pole
 
A
,
 
pole
 
B
,
 
pole
 
C
).
 

   
clauses
 

       
move
(
0
,
 
_
,
 
_
,
 
_
)
 
:-
 
!
.
 

       
move
(
N
,
 
A
,
 
B
,
 
C
)
 
:-
 

           
move
(
N
-
1
,
 
A
,
 
C
,
 
B
),
 

           
stdio
::
writef
(
"
move a disc from % pole to the % pole
\n
"
,
 
A
,
 
C
),
 

           
move
(
N
-
1
,
 
B
,
 
A
,
 
C
).
 

end
 
implement
 
hanoi
 

 

goal
 

   
console
::
init
(),
 

   
hanoi
::
hanoi
(
4
).

```